# Solanum distichum
Solanum distichum är en potatisväxtart som beskrevs av Heinrich Christian Friedrich Schumacher och Peter Thonning. Solanum distichum ingår i släktet skattor som ingår i familjen potatisväxter. Inga underarter finns listade i Catalogue of Life.